# Hilmi Fırat
Hilmi Fırat (* 1919 in Istanbul; † 10. April 1990 ebenda) war ein türkischer Admiral, der zuletzt von 1974 bis 1977 Oberkommandierender der Marine (Türk Deniz Kuvvetleri) war.

## Leben
Fırat trat nach dem Schulbesuch 1938 in die Marineschule (Deniz Harp Okulu) ein und schloss diese 1940 als Fähnrich zur See (Asteğmen) ab. Danach fand er als Offizier verschiedene Verwendungen auf Zerstörern sowie als Abteilungsleiter an der Marineschule. 1949 war er Absolvent der Marineakademie (Deniz Harp Akademisi). Später war er Kommandant der TCG Gaziantep sowie Kommodore der II. Zerstörerflottille.
Nach seiner Beförderung zum Flottillenadmiral (Tuğamiral) 1964 wurde Fırat Chef des Stabes des Regionalkommandos Nord (Kuzey Deniz Saha Komutanlığı) im Marinestützpunkt Istanbul sowie anschließend Leiter der Organisationsabteilung im Oberkommando der Marine, ehe er stellvertretender Kommandeur des Kriegsschiffgeschwaders wurde. 1967 erfolgte seine Beförderung zum Konteradmiral (Tümamiral) und Ernennung zum Befehlshaber des Regionalkommandos Nord.
1970 wurde Fırat zum Vizeadmiral (Koramiral) befördert und Chef des Stabes der Marine sowie Oberkommandierender des Flottenkommandos. Am 23. August 1974 erfolgte seine Beförderung zum Admiral (Oramiral). Zugleich wurde er als Nachfolger von Admiral Kemal Kayacan Oberkommandierender der Marine (Türk Deniz Kuvvetleri) und bekleidete diesen Posten bis zu seiner Ablösung durch Admiral Bülend Ulusu am 9. August 1977.
Wenige Wochen zuvor wurde er am 25. Juli 1977 Mitglied des Senats der Republik, dem er bis zu dessen Auflösung am 12. September 1980 angehörte.